# Мертл-авеню (линия Четвёртой авеню, Би-эм-ти)
| Пути на мосту |

|   |   |  |   |   |
| · | · |  | · | · |

|   |   |  |   |   |
| · | · |  | · | · |

| До закрытия станции |

|   |   |   |   |   |   |
| · | · | · | · | · | · |

|   |   |   |   |   |   |
| · | · | · | · | · | · |

| После закрытия станции |

|   |   |   |   |   |   |
| · | · | · | · | · | · |

|   |   |   |   |   |   |
| · | · | · | · | · | · |

Мертл-авеню (англ. Myrtle Avenue) — бывшая станция Нью-Йоркского метрополитена на линии, ведущей от станции Декалб-авеню к Манхэттенскому мосту, в Бруклине. Станция была открыта в 1915 году и закрыта в 1956.

## История
Станция имела две боковых платформы и четыре пути, как это принято на многих других станциях Нью-Йоркского метро: два средних пути для экспресс-поездов, два крайних с платформами для локальных. Эти четыре пути продолжались на юг, к станции Декалб-авеню, где к ним добавлялись два пути, идущие от тоннеля Монтегью-стрит. К северу же от бывшей станции расположен Манхэттенский мост, на котором четыре пути проходят иначе: два западных продолжаются к линии Бродвея на Манхэттене, а два восточных к линии Шестой авеню. По дороге от станции к мосту пути несколько раз пересекались, давая возможность поезду с любой из двух сторон моста попасть на локальные либо экспресс-пути.
В 1950-х годах было решено все эти пересечения путей сделать разноуровневыми, чтобы увеличить пропускную способность линии. Для развязки тоннелей потребовалось место, и в 1956 году станция была закрыта. Платформа южного направления (на Бруклин) была демонтирована, на её месте был проложен ещё один путь, а проходивший у платформы путь заглублён.
Первой станцией после моста и развязки стала Декалб-авеню, на которой к 1960 году были закрыты продления платформ на юг по кривой, сооружённые ранее для приёма более длинных поездов, и построены новые на север, в сторону бывшей станции Мертл-авеню, по прямой.

## «Масстранзископ»
В 1980 году на сохранившейся платформе северного направления (на Манхэттен) было установлено произведение кинематографиста Билла Бранда под названием «Масстранзископ» (англ. Masstransiscope). Произведение представляет собой длинную стену с окошками, за каждым из которых расположен щит с рисунком; пассажиры поезда, глядя на эти рисунки, мелькающие за окном, видят подобие мультипликации по принципу зоотропа — оптической игрушки XIX века, предшественника кинематографа. Это произведение и платформу можно увидеть, глядя в правое окно поезда маршрута B или Q, направляющегося к мосту.
«Масстранзископ» отличается от традиционного зоотропа тем, что движется зритель, тогда как изображения остаются неподвижными. После эксперимента Билла Бранда аналогичные зоотропы в тоннелях метро стали устанавливаться и в других городах и странах, в частности в качестве рекламы.
В течение более чем двух десятков лет «Масстранзископ» не поддерживался в действующем состоянии и был испорчен, в том числе проникающими в тоннели уличными художниками, однако был отреставрирован добровольцами в 2008 году. Повторно он был испорчен уличными художниками, когда метрополитен был закрыт в связи с ураганом «Сэнди», и в 2013 году повторно отреставрирован.